# Energieeffizienzgesetz (Deutschland)
Das Gesetz zur Steigerung der Energieeffizienz in Deutschland (Energieeffizienzgesetz – EnEfG) ist ein deutsches Bundesgesetz, das am 18. November 2023 als Art. 1 des Gesetzes zur Steigerung der Energieeffizienz und zur Änderung des Energiedienstleistungsgesetzes in Kraft getreten ist.
Das Ziel des Gesetzes ist, die Energieeffizienz schrittweise zu steigern und dadurch zur Reduzierung des Primär- und des Endenergieverbrauchs im privaten Sektor sowie des Imports und Verbrauchs von fossilen Energien, zur Verbesserung der Versorgungssicherheit und zur Eindämmung des weltweiten Klimawandels beizutragen (§ 1 Abs. 1 Satz 1 EnEfG).
Mit dem Gesetz werden Anforderungen aus der Novelle zur Energieeffizienzrichtlinie national umgesetzt (§ 1 Abs. 1 Satz 2 EnEfG). Eine Neufassung der Richtlinie (EU) 2018/2002 zur Änderung der Richtlinie 2012/27/EU zur Energieeffizienz wurde von der Europäischen Kommission als Teil des „Fit for 55“-Pakets am 14. Juli 2021 als Entwurf vorgelegt und vom Europäischen Rat verhandelt. Im März 2023 konnte im Trilog eine Einigung über eine Senkung des Endenergieverbrauchs auf EU-Ebene um 11,7 % bis 2030 erzielt werden. Am 10. Oktober 2023 trat die Richtlinie (EU) 2023/1791 des Europäischen Parlaments und des Rates vom 13. September 2023 zur Energieeffizienz und zur Änderung der Verordnung (EU) 2023/955 (Neufassung) in Kraft. Die Richtlinie (EU) 2012/27/EU wird mit Wirkung vom 12. Oktober 2025 aufgehoben (Art. 38 RL (EU) 2023/1791). Das Energieeffizienzgesetz geht über eine reine Umsetzung der europäischen Energieeffizienzrichtlinie deutlich hinaus.
Das Energieeffizienzgesetz regelt:
- Ziele in Bezug auf den gesamtdeutschen End- und Primärenergieverbrauch, ohne damit eine Begrenzung des individuellen Verbrauchs von Unternehmen oder privaten Haushalten einzuführen,
- jährliche Endenergieeinsparverpflichtungen für den Bund und die Länder durch strategische Maßnahmen sowie eine
- Energieeinsparverpflichtung durch Einzelmaßnahmen für öffentliche Stellen und die Pflicht zur Einführung von Energie- oder Umweltmanagementsystemen für öffentliche Stellen,
- die Einrichtung von Energie- oder Umweltmanagementsystemen für Unternehmen,
- die Erstellung und Veröffentlichung von Umsetzungsplänen von Endenergieeinsparmaßnahmen in Unternehmen,
- Energieeffizienz- und Abwärmeanforderungen sowie Informationspflichten für Betreiber von Rechenzentren und Betreiber von Informationstechnik und
- die Vermeidung, Verwendung sowie Auskunft über Abwärme für Unternehmen.

Unternehmen mit einem jährlichen durchschnittlichen Gesamtendenergieverbrauch von mehr als 7,5 Gigawattstunden sind verpflichtet, ein Energie- oder Umweltmanagementsystem bis zum Ablauf des 18. Juli 2025 einzurichten.

## Bewertung
Alexander Eisenkopf und Rupert Pritzl kritisierten, dass das Energieeffizienzgesetz ein politischer Etikettenschwindel sei, denn die Ziele in § 4 EnEfG sind anders als in den EU-Vorgaben keine Energieeffizienzziele, sondern absolute Energie-Einsparziele. Auch wenn sich die tatsächliche Steigerung der Energieproduktivität wie in den letzten Jahre fortsetzt, müsste das deutsche Bruttoinlandsprodukt bis 2030 zwangsläufig (weiter) schrumpfen, etwa durch Deindustrialisierung und Verlagerung der Produktion ins Ausland. Dies käme einer gesetzlich sanktionierten Zero- bzw. Degrowth-Politik und einer Energiemangelwirtschaft in Deutschland sehr nahe. Eine Produktionsverlagerung aus Deutschland heraus könne klimapolitisch wenig zielführend sein, da in vielen anderen Ländern der Welt (z. B. China) mit viel höherer Treibhausgasintensität produziert wird. Der Vorteil läge nur in der Schönung des deutschen Teils der Treibhausgasstatistik. Wenig sinnvoll seien absolute Energieeinsparziele auch deshalb, weil mit erneuerbaren Energien CO2-neutral Energie erzeugt werden könne. Das Kabinett Scholz habe auch wieder einmal ein Gesetz geschaffen das zu einer überbordenden Regulierungs- und Überwachungsbürokratie führe.
Clemens Fuest kam in seiner Kalkulation ebenfalls zu dem Ergebnis, dass die gesetzlich festgelegte Energieeinsparung um 22 % bis 2030 ein Wachstumskiller sei. Es gebe auch keinen vernünftigen Grund, den Energieverbrauch pauschal zu senken, auch dann wenn die Energie aus erneuerbaren Quellen komme.
Georg Geier kritisierte im ZDF Heute Interview den sehr hohen bürokratischen Aufwand. Weiterhin würden die Veröffentlichungspflichten weit über das Ziel hinausschießen, denn internationale Mitbewerber bräuchten dann keine Industriespionage mehr zu betreiben, dank der Berichtspflichten gebe es Betriebsgeheimnisse jetzt frei Haus.